# Josh Cooke
Josh Cooke (Filadelfia, 22 novembre 1979) è un attore statunitense.

## Biografia
Cooke nasce a Philadelphia, Pennsylvania e frequenta la Harriton High School, una piccola scuola superiore pubblica a Rosemont, un sobborgo di Philadelphia. Era membro della compagnia teatrale scolastica e nel suo ultimo anno ha diretto uno spettacolo. Grazie alle sue performance riceve il "James Pendleton Foundation Prize" e, la borsa di studio "Judith & Milton R. Stark". Frequenta l'Università della California, Los Angeles e si laurea in Teatro.

## Carriera
Dopo vari ruoli secondari in serie tv come Ancora una volta, Senza traccia, Dragnet e Unscripted nel 2005 ottiene il ruolo da protagonista nella serie tv Pazzi d'amore. Nel 2006 è uno dei protagonisti della serie Four kings e di Big Day inoltre partecipa a film come Wasted. Nel 2007 partecipa al film per la TV Un Natale perfetto. Nel 2008 appare in Saving Grace ed è uno dei protagonisti di Bachelor Party 2: The Last Temptation. Nel 2009 appare in Dollhouse, Scrubs e Numb3rs. Nel 2011 è uno dei protagonisti di Quarantena 2: Terminal ed interpreta uno dei personaggi ricorrenti nella sesta stagione di Dexter. Dal 2011 entra nel cast di Hart of Dixie nei panni di Joel Stevens, fidanzato di Zoe Hart e scrittore newyorchese di successo.

## Filmografia parziale

### Cinema
- Myopia, regia di Mathieu Young - cortometraggio (2005)
- Partner(s) - Romantiche bugie (Partner(s)), regia di Dave Diamond (2005)
- The Boy Princes: A Tragedie Most Monstrous, regia di Darren Herczeg - cortometraggio (2007)
- Rubberheart, regia di Brian Crano - cortometraggio (2007)
- Young People Fucking, regia di Martin Gero (2007)
- The Babysitter, regia di David H. Steinberg (2008) - cortometraggio
- Bachelor Party 2 - L'ultima tentazione, regia di James Ryan (2008)
- My Sassy Girl, regia di Yann Samuell (2008)
- Official Selection, regia di Brian Crano - cortometraggio (2008)
- I Love You, Man, regia di John Hamburg (2009)
- Barbariana: Queen of the Savages, regia di Darren Herczeg (2009)
- INST MSGS (Instant Messages), regia di Justin Simien e Mathieu Young (2009) - cortometraggio
- A Fork in the Road, regia di Jim Kouf (2010)
- Sex Therapy (Group Sex), regia di Lawrence Trilling (2010)
- Hootie, regia di N.D. Wilson - cortometraggio (2010)
- Arts & Crafts, regia di Jonathan Kesselman - cortometraggio (2010)
- Quarantena 2: Terminal, regia di John Pogue (2011)
- 16-Love, regia di Adam Lipsius (2012)
- Ave, Cesare! (Hail, Caesar!), regia di Joel ed Ethan Coen (2016)
- Framing John DeLorean, regia di Don Argott e Sheena M. Joyce (2019)

### Televisione
- Ancora una volta (Once and Again) - serie TV, episodio 3x17 (2002)
- Dragnet - serie TV, episodio 1x06 (2003)
- 10-8: Officers on Duty - serie TV, episodio 1x10 (2003)
- Senza traccia (Without a Trace) - serie TV, episodio 2x16 (2004)
- Unscripted - serie TV, episodio 1x06 (2005)
- Pazzi d'amore (Committed) - serie TV, 12 episodi (2005)
- Curb Your Enthusiasm - serie TV, episodio 5x02 (2005)
- Four Kings - serie TV, 13 episodi (2006)
- Big Day - serie TV, 12 episodi (2006-2007) - Danny
- Law Dogs - film TV, regia di Adam Bernstein (2007)
- The King of Queens - serie TV, episodi 9x12-9x13 (2007)
- Un Natale perfetto (Snowglobe) - film TV, regia di Ron Lagomarsino (2007)
- My Best Friend's Girl, regia di Mike Sikowitz - film TV (2008)
- Fourplay - film TV, regia di John Pasquin (2008)
- Saving Grace - serie TV, episodio 2x03 (2008)
- Lost & Found -  film TV, regia di Michael Engler (2009)
- Dollhouse - serie TV, episodio 1x07 (2009)
- Scrubs - Medici ai primi ferri (Scrubs) - serie TV, episodi 8x18-8x19 (2009)
- Numb3rs - serie TV, episodio 6x07 (2009)
- The Closer - serie TV, episodio 5x13 (2009)
- Suitemates - serie TV, episodi 1x01-1x02 (2010)
- In Plain Sight - Protezione testimoni (In Plain Sight) - serie TV, episodio 3x02 (2010)
- Notes from the Underbelly - serie TV, episodi 2x11-2x12-2x13 (2010)
- Better with You - serie TV, 22 episodi (2011)
- Svetlana - serie TV, episodio 2x11 (2011)
- Issues - serie TV, 6 episodi (2011)
- The Ex List - serie TV, episodio 1x07 (2011)
- Dexter - serie TV, 11 episodi (2011-2012) - Louis Greene
- Hart of Dixie - serie TV, 10 episodi (2013-2014)
- Longmire - serie TV, 6 episodi (2015-2016)
- The Middle - serie TV, episodi 7x12, 7x19 (2016)
- Elementary - serie TV, episodio 4x09 (2016)
- Chicago Justice - serie TV, episodio 1x11 (2017)
- Young Sheldon - serie TV, episodio 2x02 (2018)
- S.W.A.T. - serie TV, episodio 2x08 (2018)
- Grace and Frankie - serie TV, 4 episodi (2019-2022)
- Bull - serie TV, episodio 3x13 (2019)
- Law & Order - Unità vittime speciali (Law & Order: Special Victims Unit) - serie TV, 4 episodi (2021-2024)
- The Blacklist - serie TV, episodio 9x08 (2022)
- The Equalizer - serie TV, episodio 2x12 (2022)
- Saint X - serie TV, 5 episodi (2023)

## Doppiatori italiani
Nelle versioni in italiano delle opere in cui ha recitato, Josh Cooke è stato doppiato da:
- Alberto Bognanni in Young People Fucking, Scrubs - Medici ai primi ferri
- Andrea Lavagnino in Dexter, Elementary
- Riccardo Rossi in Ave, Cesare!, The Middle
- Christian Iansante in Better with You
- Massimiliano Manfredi in Pazzi d'amore
- Massimo De Ambrosis in Big Day
- Niseem Onorato in Un Natale perfetto
- Vittorio Guerrieri in Bachelor Party 2 - L'ultima tentazione
- Renato Novara in The Closer
- Marco Bassetti in Sex Therapy
- Roberto Gammino in Hart of Dixie
- Guido Di Naccio in Longmire
- Marco Baroni in Chicago Justice
- Raffaele Proietti in Young Sheldon
- Sandro Acerbo in S.W.A.T.
- Edoardo Stoppacciaro in Grace and Frankie
- Dimitri Winter in Bull
- Francesco Bulckaen in Law & Order: Unità vittime speciali
- Antonio Sanna in The Equalizer
- David Chevalier in Saint X